# Madame d'Oettlinger
Den så kallade Madame d'Oettlinger eller baronessan d'Oettlinger, död efter 1815, var en till identiteten okänd kvinna som omtalas som en av Napoleon I:s agenter. 
Under 1803-1805, då kung Gustav IV Adolf besökte Karlsruhe i Tyskland för att underhandla med landsflyktiga franska rojalister och med familjen Bourbon. Under denna tid var staden fylld av franska spioner, av vilka d'Oettlinger utpekades som en av de främsta och mest farliga. Hon sades ha haft ett förhållande med den av Napoleon avrättade hertigen av Enghien, och framhävde både detta, sin sorg över hans död och framställde sig själv som en ivrig exilrojalist. Som person beskrivs hon som en kvick, intelligent och charmerande skönhet och gjorde sig med dessa egenskaper mycket populär. Hon träffade även den svenska kungen. Två av de svenska kabinettssekreterarna, Lagerbjelke och Ehrengranat, ska ha blivit förälskade i henne, och hon kom genom dessa förbindelser i besittning av kungens papper och planer mot Napoleon, som hon vidarebefordrade till Paris. 
Före ankomsten till Karlsruhe omgavs hon av rykten om spioneri. Caroline Lewenhaupt, då bosatt i Strassburg, skrev i ett brev till grevinnan Gyldenstolpe: 
"Ni får snart se anlända till Carlsruhe en viss friherrinna d'Oettlinger, i hög grad inställsam och qvick. Hon skall förtjusa er alla; hon skall bedöma litteraturen och de sköna konsterna såsom grefvinnan Oxenstierna; hon skall tala med er om moder och annat; hon skall genom sina behag förvrida hufvudet på edra herrar: men akten eder alla för henne! Man anser henne vara ett verktyg i den högre polisens hand. Hon är farlig."
Enligt uppgift ska hon ha varit en av Talleyrands agenter. Hon hade tagit kontakt med Enghiens hemliga maka Charlotte Louise de Rohan och blivit dennas vän genom sin förmåga att vinna folk. Hon ryktades också ha bidragit till Enghiens fall. Hon hade sedan blivit utvald att infiltrera Karlsruhe på grund av kungens sympati för Enghien. Hon såg senast i Paris 1815.